# Kazuki Ōmura
Kazuki Ōmura (大村和輝?, Ōmura Kazuki; ...) è un allenatore di football americano giapponese.